# Szemely
Szemely is een plaats (község) en gemeente in het Hongaarse comitaat Baranya. Szemely telt 457 inwoners (2001).